# 四谷怪談 (1959年の映画)
『四谷怪談』（よつやかいだん）は、1959年（昭和31年）7月1日公開の怪談映画。大映京都撮影所製作。
監督は三隅研次。主演は長谷川一夫、中田康子。

## 概要
同日に公開された新東宝の『東海道四谷怪談』と同じく本作は四谷怪談ものとしては初のカラー映画である。日本映画界を代表する二枚目の時代劇スターである長谷川一夫が主演のため善人型の伊右衛門にしなければならなかった。そのため脚本を牡丹灯篭と組み合わせて本来は無残な最期をとげるエンディングをお岩との愛で締めくくるという大幅な改変を施した物語となっている。

## キャスト
- 民谷伊右衛門： 長谷川一夫
- お岩： 中田康子（東宝）
- お袖： 近藤美恵子
- お梅： 浦路洋子
- 直助： 高松英郎
- 小平： 鶴見丈二
- 与茂七： 林成年
- 宅悦： 東良之助
- 伊藤喜兵衛 ： 嵐三右衛門
- お槇： 村田知栄子

## スタッフ
- 監督： 三隅研次
- 製作： 三浦信夫
- 企画： 辻久一
- 脚本： 八尋不二
- 撮影： 牧田行正
- 照明： 伊藤貞一
- 録音： 大谷厳
- 美術： 太田誠一
- 音楽： 鈴木静一
- 編集： 菅沼完二
- 助監督： 西沢宣匠
- 製作主任：安達留雄

## 評価
映画監督の黒沢清は「ホラー映画ベスト50」でこの映画を歴代ホラー映画の第7位に挙げ、「お岩さんもので何と言ってもいちばんこわいのがこれ」と絶賛している。